# Faisal ibn Abd al-Aziz

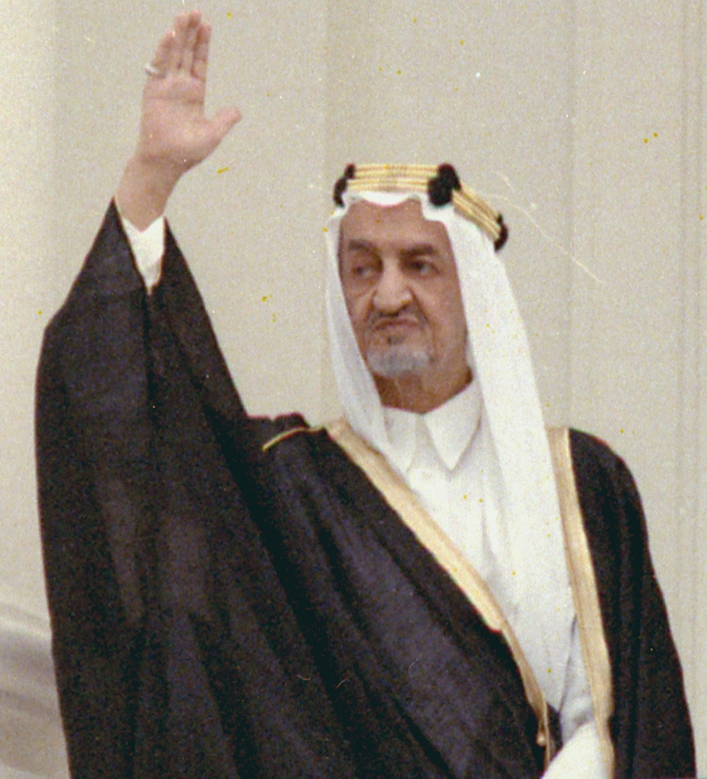
König Faisal, 1971, Weißes Haus

Faisal ibn Abd al-Aziz Al Saud (arabisch فيصل بن عبد العزيز آل سعود, DMG Faiṣal ibn ʿAbd al-ʿAzīz Āl Saʿūd; geb. im April 1906 in Riad; gest. am 25. März 1975) war von 1964 bis 1975 König von Saudi-Arabien.
Seine politischen, sozialen und wirtschaftlichen Reformen legten den Grundstein für die weitere Modernisierung des Landes, insbesondere im Bildungssystem. Die gegen den Willen konservativer Bevölkerungsteile und der wahhabitischen Religionsgelehrten durchgesetzte Teilnahme von Mädchen und Frauen am Bildungssystem wurde zum Fundament der Emanzipation und Partizipation der Frauen in Saudi-Arabien. Er starb 1975 bei einem Attentat.

## Von der Geburt bis zur Thronbesteigung

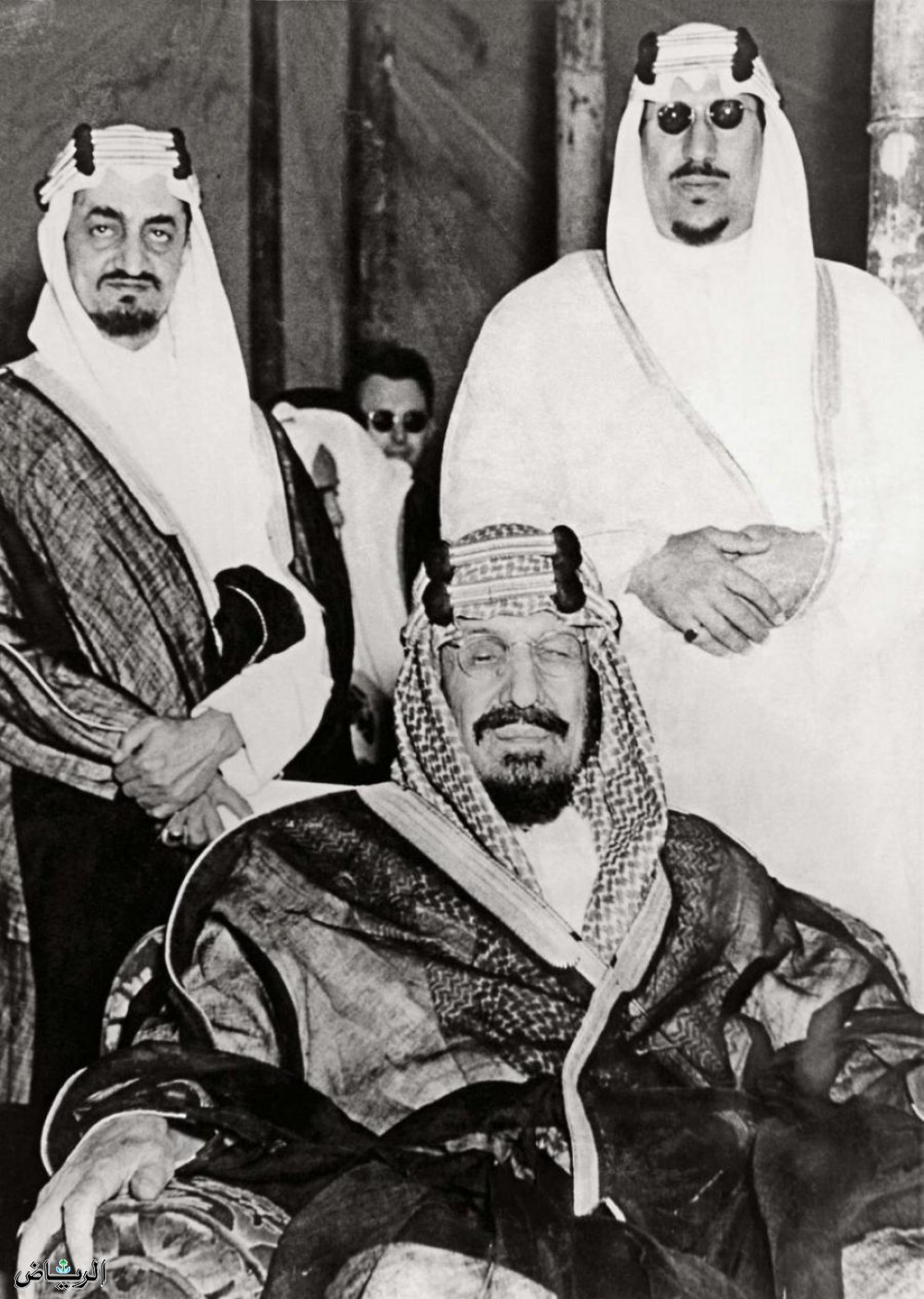
Faisal (links) mit seinem Halbbruder Kronprinz Saud (rechts) und seinem Vater, König Abd al-Aziz Ibn Saud, um 1950

Faisal wurde als dritter Sohn von Abd al-Aziz al Saud, dem Staatsgründer Saudi-Arabiens, und als erster Sohn von dessen dritter Frau Tarfa bint Abdullah bin Abd-al Latif Al Sheikh, die der Familie Al asch-Schaich entstammt, geboren. Nach dem Tode eines Halbbruders 1919 war er der zweitälteste Sohn seines Vaters. Er nahm an dessen Feldzügen zur Unterwerfung der Arabischen Halbinsel teil. 1925 führte er die Truppen in der Entscheidungsschlacht gegen Husain ibn Ali, den König des Königreichs des Hedschas, und wurde darauf Vizekönig des Hedschas. 1932 wurde Faisal Außenminister des Königreichs. Nach dem Tod des Vaters 1953 wurde sein älterer Halbbruder Saud ibn Abd al-Aziz König.

## Zeit als Ministerpräsident (1958–1960, 1962–1964)
Am 24. März 1958 wurde Faisal aufgrund der politischen Schwäche von König Saud von der Herrscherfamilie als Ministerpräsident durchgesetzt und bekam weitreichende Vollmachten in der Innen-, Außen- und Finanzpolitik. Innerhalb eines Jahres glich er den Haushalt aus, stabilisierte die saudische Währung und tilgte einen Teil der Staatsschulden.
1960 setzte Faisal gegen den Willen konservativer Bevölkerungsteile und der wahhabitischen Religionsgelehrten die staatliche Schulbildung von Mädchen durch, wofür er ihnen im Gegenzug die Kontrolle über die Schulaufsichtsbehörde überließ.

### Konflikt mit den „Freien Prinzen“
Die Ausgabenbegrenzung für König Saud brachte die beiden Brüder in neuen Konflikt, und Saud suchte die Unterstützung der liberal gesinnten „Freien Prinzen“ um Talal Ibn Abd al-Aziz. Mit der Eskalation des Konfliktes traten Faisal und sein Ministerrat zurück, und eine Gruppe um Talal zog unter Führung von Saud ins neue Kabinett ein. Die politischen Differenzen zwischen dem liberalen Talal und dem konservativen König waren jedoch zu groß, und als Talal 1962 ins Exil nach Ägypten ging, übernahm Faisal wieder das Amt des stellvertretenden Ministerpräsidenten.

### Die Jemen-Krise 1962
Der Sturz der Monarchie im Nordjemen, die Ausrufung der Jemenitischen Arabischen Republik und der Ausbruch des dortigen Bürgerkrieges veränderten die politische Lage grundlegend. Während Ägypten unter Gamal Abd al-Nasser Truppen entsandte, um die Revolutionäre zu unterstützen, stellte sich Saudi-Arabien hinter die alte, gestürzte Regierung. Die ägyptische Luftwaffe flog mehrere Angriffe auf Saudi-Arabien und versuchte, Unruhen im Land zu schüren, woraufhin die Herrscherfamilie König Saud im Oktober 1962 dazu zwang, Faisal offiziell wieder als Ministerpräsidenten einzusetzen. Dieser stellte sogleich ein neues Kabinett zusammen und unterwarf die Armee seiner Kontrolle. Im November 1962 verkündete Faisal einen 10-Punkte-Plan, um dem innen- und außenpolitischen Druck zu begegnen. Unter anderem umfasste der Plan die Verabschiedung einer Verfassung, die Einrichtung von Kommunalregierungen, eine unabhängige, den Religionsgelehrten teilweise entzogene Justiz, Sozialreformen, Pläne zur wirtschaftlichen Entwicklung des Landes, eine Reform der Religionspolizei und die Abschaffung der Sklaverei. Die USA reagierten wohlwollend auf den Plan und garantierten die territoriale Integrität des saudischen Staates, wodurch Faisal das Land stabilisierte.

### Letzter Konflikt mit König Saud (1964)
Um die Modernisierung der Armee umzusetzen, kürzte Faissal 1964 erneut die persönlichen Ausgaben des Königs durch Legitimation eines Dekrets der Herrscherfamilie. Der neue Konflikt zwischen König und Ministerpräsident wurde schließlich beendet, indem die wahhabitischen Religionsgelehrten am 2. November 1964 auf Wunsch der Herrscherfamilie ein Rechtsgutachten erstellten, demnach Saud rechtmäßig abgesetzt und Faisal zum König ernannt wurde.

## Herrschaft als König (1964–1975)
Nach seiner Thronbesteigung versuchte Faisal zunächst, Konflikten innerhalb der Herrscherfamilie vorzubeugen, indem er die verschiedenen Prinzengruppen zu gleichen Teilen in die Regierung einband und frühzeitig seinen Halbbruder Khalid ibn Abd al-Aziz zum Nachfolger ernannte, während der spätere König Fahd ibn Abd al-Aziz zum Innenminister und Sultan ibn Abd al-Aziz zum Verteidigungsminister ernannt wurden.

### Modernisierung des Landes unter Wahrung des islamischen Charakters
Als König stand Faisal für das Modell der absoluten Monarchie und damit im klaren Gegensatz zu den seinerzeit im ganzen Raum populären antimonarchistischen und säkularen Vorstellungen, wie sie insbesondere von den Nasseristen und Baathisten vertreten wurden, aber auch der innersaudischen Opposition der Freien Prinzen, die eine konstitutionelle Monarchie anstrebten. Trotz seiner Vertretung eines absolutistischen Modells war Faisal ein Modernist und strebte eine vorsichtige Öffnung und Modernisierung Saudi-Arabiens an, ohne dabei gleichzeitig den islamischen Charakter des Landes zu gefährden. Entsprechend setzte er nicht auf tiefgreifende und radikale Reformen, sondern versuchte die ultraorthodoxen und teils reaktionären Kräfte des Landes und insbesondere die mächtigen wahhabitischen Religionsgelehrten in den Prozess einzubinden. Da Faisal selbst in den islamischen Religionswissenschaften ausgebildet war, konnte er mit den Religionsgelehrten auf Augenhöhe diskutieren. 1965 wandten sich die Religionsgelehrten etwa gegen die Einführung des Fernsehens, da es ihrer Meinung nach gegen das islamische Bilderverbot verstieß. Faisal löste die Situation und legte den Nutzen dar, indem er in den ersten Sendungen Rezitationen aus dem Koran im Fernsehen übertragen ließ. Der Widerstand war gleichwohl groß, und als Reaktion auf die Einführung des Fernsehens stürmten wahhabitische Fanatiker eine Fernsehstation in Buraida. Die Polizei setzte Waffengewalt ein, um die Unruhe zu beenden, wobei ein Neffe des Königs ums Leben kam.
Die Ära von Faisal war von einem starken Anstieg der Einnahmen aus den Erdölexporten geprägt. Von 1965 bis 1972 vervierfachte sich das saudische Bruttoinlandsprodukt von 10,4 auf 40,5 Milliarden Riyal, bis Ende 1975 vervierfachte es sich – auch durch die Ölkrise und die starke Preiserhöhung – auf über 164,5 Milliarden Riyal. Die starken Einnahmen ermöglichten gewaltige Investitionen in die Infrastruktur des Landes und insbesondere in das Erziehungs- und Bildungswesen, dessen Anteil auf 10 Prozent des BIP wuchs. Faisal machte den Zugang zu Bildung für Frauen und Mädchen dabei zur Priorität.

### Konflikt mit Ägypten

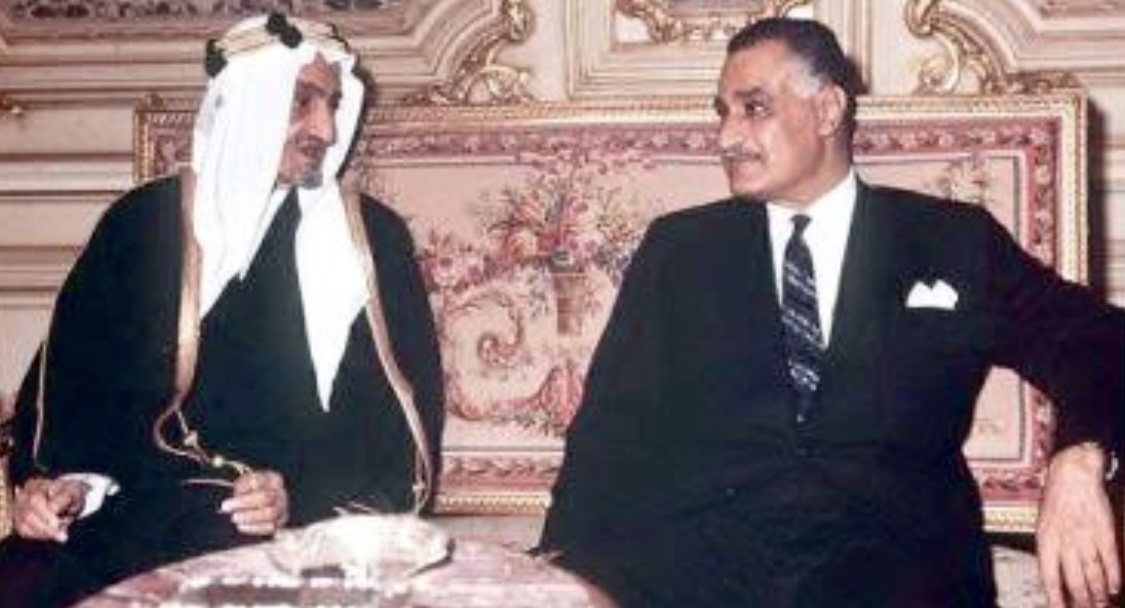
Faisal und Ägyptens Präsident Gamal Abdel Nasser, 1969

Die Lösung der Rivalität des säkular-sozialistischen Ägypten unter Gamal Abd al-Nasser und dem pro-amerikanischen islamisch-konservativen Saudi-Arabien wurde zur außenpolitischen Herausforderung. Im Inland wurden mehrere Putschversuche pro-ägyptischer Offiziere verhindert; außenpolitisch führte der Bürgerkrieg im Jemen dazu, dass der Streit mehrfach eskalierte und die ägyptische Luftwaffe Angriffe auf Saudi-Arabien flog. Erst die für Ägypten katastrophale Niederlage im 6-Tage-Krieg gegen Israel 1967 führte zu einer langsamen Wiederannäherung der beiden Rivalen. 1967 zogen sich beide Kriegsparteien aus dem Jemen zurück.

### Konflikt mit Israel und Ölkrise 1973
Die Niederlage der arabischen Staaten im 6-Tage-Krieg gegen Israel erschütterte auch Faisal zutiefst, der in einer leidenschaftlichen Rede die Muslime zu einer Revolution und islamischen Erneuerung (Nahda) aufforderte, um letztlich die Heiligen Stätten des Islam in Palästina auf dem Weg des Dschihad wiederzuerlangen. Faisal erklärte selbst, dass er sich bei Gott wünsche, als Märtyrer (Schahid) auf dem Wege Allahs zu sterben.
Als Zeichen der Solidarität mit den Kriegsverlierern des 6-Tage-Krieges – Ägypten, Syrien und Jordanien – legten Saudi-Arabien, Kuwait und Libyen einen Fonds auf, um die Staaten finanziell zu stützen, wodurch sich auch die Beziehungen zu Ägypten wieder verbesserten.
Außenpolitisch drängte Faisal die USA dazu, eine ausgeglichenere Haltung im Konflikt zwischen Israel und den arabischen Staaten einzunehmen und drohte mit einem Stopp der Ölexporte in den Westen. Als die USA im Jom-Kippur-Krieg 1973 Israel mit Waffen belieferten, machte Faisal gemeinsam mit den Staaten der Organisation erdölexportierender Länder seine Drohung wahr und verhängte ein Öl-Embargo. Die Folge war die Ölkrise von 1973, die die westlichen Industrienationen in erhebliche wirtschaftliche Probleme stürzte.

## Ermordung
Am 25. März 1975 verübte Faisal ibn Musaid, ein Neffe des Königs, bei einer Audienz ein Pistolenattentat auf Faisal. Der durch zwei Schüsse in den Kopf schwerverletzte Monarch starb auf dem Weg ins Krankenhaus. Der Attentäter war ein Bruder jenes Neffen, der 1965 beim Sturm auf den Fernsehsender in Buraida getötet worden war. Für seine Tat wurde er zum Tode verurteilt und öffentlich mit dem Schwert enthauptet.
Faisal wurde am 26. März neben seinem Vater Abd al-Aziz ibn Saud beigesetzt. Sein Nachfolger wurde sein jüngerer Halbbruder Khalid.

## Nachkommen
Faisal hat von vier Frauen insgesamt 21 Kinder: acht Söhne und 13 Töchter.
Söhne von Faisal sind unter anderen:
- Abdullah bin Faisal (1921–2007), Minister von 1949 bis 1959
- Saud bin Faisal (1940–2015), Außenminister (1975–2015)
- Khalid bin Faisal (* 1940), Gouverneur von Mekka seit 2015
- Turki bin Faisal (* 1945), ehemaliger Geheimdienstchef (1977–2001)

Siehe auch: Stammliste der Saudi-Dynastie

### Stammbaum
|                |                |                |                |                |                |  |  |            |            |            |            |            |            |  |  |              |              |              |              |              |              |  |  | König Faisal    |                 |                 |                 |                 |                 |  |  |                  |                  |                  |                  |                  |                  |                  |                  |                  |                  |              |              |              |              |  |  |                  |                  |                  |                  |                  |                  |  |  |  |  |  |  |  |  |  |  |  |  |  |  |  |  |  |  |  |  |  |  |  |  |  |  |  |  |  |  |  |  |  |  |  |  |
|                |                |                |                |                |                |  |  |            |            |            |            |            |            |  |  |              |              |              |              |              |              |  |  |                 |                 |                 |                 |                 |                 |  |  |                  |                  |                  |                  |                  |                  |                  |                  |                  |                  |              |              |              |              |  |  |                  |                  |                  |                  |                  |                  |  |  |  |  |  |  |  |  |  |  |  |  |  |  |  |  |  |  |  |  |  |  |  |  |  |  |  |  |  |  |  |  |  |  |  |  |
|                |                |                |                |                |                |  |  |            |            |            |            |            |            |  |  |              |              |              |              |              |              |  |  |                 |                 |                 |                 |                 |                 |  |  |                  |                  |                  |                  |                  |                  |                  |                  |                  |                  |              |              |              |              |  |  |                  |                  |                  |                  |                  |                  |  |  |  |  |  |  |  |  |  |  |  |  |  |  |  |  |  |  |  |  |  |  |  |  |  |  |  |  |  |  |  |  |  |  |  |  |
| Prinz Abdullah | Prinz Abdullah | Prinz Abdullah | Prinz Abdullah | Prinz Abdullah | Prinz Abdullah |  |  | Prinz Saud | Prinz Saud | Prinz Saud | Prinz Saud | Prinz Saud | Prinz Saud |  |  | Prinz Khalid | Prinz Khalid | Prinz Khalid | Prinz Khalid | Prinz Khalid | Prinz Khalid |  |  | Prinz Turki     | Prinz Turki     | Prinz Turki     | Prinz Turki     | Prinz Turki     | Prinz Turki     |  |  |                  |                  |                  |                  | Prinzessin Haifa | Prinzessin Haifa | Prinzessin Haifa | Prinzessin Haifa | Prinzessin Haifa | Prinzessin Haifa |              |              |              |              |  |  | Prinzessin Nura  | Prinzessin Nura  | Prinzessin Nura  | Prinzessin Nura  | Prinzessin Nura  | Prinzessin Nura  |  |  |  |  |  |  |  |  |  |  |  |  |  |  |  |  |  |  |  |  |  |  |  |  |  |  |  |  |  |  |  |  |  |  |  |  |
| Prinz Abdullah | Prinz Abdullah | Prinz Abdullah | Prinz Abdullah | Prinz Abdullah | Prinz Abdullah |  |  | Prinz Saud | Prinz Saud | Prinz Saud | Prinz Saud | Prinz Saud | Prinz Saud |  |  | Prinz Khalid | Prinz Khalid | Prinz Khalid | Prinz Khalid | Prinz Khalid | Prinz Khalid |  |  | Prinz Turki     | Prinz Turki     | Prinz Turki     | Prinz Turki     | Prinz Turki     | Prinz Turki     |  |  |                  |                  |                  |                  | Prinzessin Haifa | Prinzessin Haifa | Prinzessin Haifa | Prinzessin Haifa | Prinzessin Haifa | Prinzessin Haifa |              |              |              |              |  |  | Prinzessin Nura  | Prinzessin Nura  | Prinzessin Nura  | Prinzessin Nura  | Prinzessin Nura  | Prinzessin Nura  |  |  |  |  |  |  |  |  |  |  |  |  |  |  |  |  |  |  |  |  |  |  |  |  |  |  |  |  |  |  |  |  |  |  |  |  |
|                |                |                |                |                |                |  |  |            |            |            |            |            |            |  |  |              |              |              |              |              |              |  |  |                 |                 |                 |                 |                 |                 |  |  |                  |                  |                  |                  |                  |                  |                  |                  |                  |                  |              |              |              |              |  |  |                  |                  |                  |                  |                  |                  |  |  |  |  |  |  |  |  |  |  |  |  |  |  |  |  |  |  |  |  |  |  |  |  |  |  |  |  |  |  |  |  |  |  |  |  |
| Prinz Saud     | Prinz Saud     | Prinz Saud     | Prinz Saud     | Prinz Saud     | Prinz Saud     |  |  |            |            |            |            |            |            |  |  | Prinz Saud   | Prinz Saud   | Prinz Saud   | Prinz Saud   | Prinz Saud   | Prinz Saud   |  |  | Prinz Abdulaziz | Prinz Abdulaziz | Prinz Abdulaziz | Prinz Abdulaziz | Prinz Abdulaziz | Prinz Abdulaziz |  |  | Prinzessin Reema | Prinzessin Reema | Prinzessin Reema | Prinzessin Reema | Prinzessin Reema | Prinzessin Reema |                  |                  | Prinz Khalid     | Prinz Khalid     | Prinz Khalid | Prinz Khalid | Prinz Khalid | Prinz Khalid |  |  | Prinz Mohammed   | Prinz Mohammed   | Prinz Mohammed   | Prinz Mohammed   | Prinz Mohammed   | Prinz Mohammed   |  |  |  |  |  |  |  |  |  |  |  |  |  |  |  |  |  |  |  |  |  |  |  |  |  |  |  |  |  |  |  |  |  |  |  |  |
| Prinz Saud     | Prinz Saud     | Prinz Saud     | Prinz Saud     | Prinz Saud     | Prinz Saud     |  |  |            |            |            |            |            |            |  |  | Prinz Saud   | Prinz Saud   | Prinz Saud   | Prinz Saud   | Prinz Saud   | Prinz Saud   |  |  | Prinz Abdulaziz | Prinz Abdulaziz | Prinz Abdulaziz | Prinz Abdulaziz | Prinz Abdulaziz | Prinz Abdulaziz |  |  | Prinzessin Reema | Prinzessin Reema | Prinzessin Reema | Prinzessin Reema | Prinzessin Reema | Prinzessin Reema |                  |                  | Prinz Khalid     | Prinz Khalid     | Prinz Khalid | Prinz Khalid | Prinz Khalid | Prinz Khalid |  |  | Prinz Mohammed   | Prinz Mohammed   | Prinz Mohammed   | Prinz Mohammed   | Prinz Mohammed   | Prinz Mohammed   |  |  |  |  |  |  |  |  |  |  |  |  |  |  |  |  |  |  |  |  |  |  |  |  |  |  |  |  |  |  |  |  |  |  |  |  |
| Prinz Khalid   | Prinz Khalid   | Prinz Khalid   | Prinz Khalid   | Prinz Khalid   | Prinz Khalid   |  |  |            |            |            |            |            |            |  |  |              |              |              |              |              |              |  |  |                 |                 |                 |                 |                 |                 |  |  |                  |                  |                  |                  |                  |                  |                  |                  |                  |                  |              |              |              |              |  |  | Prinzessin Haifa | Prinzessin Haifa | Prinzessin Haifa | Prinzessin Haifa | Prinzessin Haifa | Prinzessin Haifa |  |  |  |  |  |  |  |  |  |  |  |  |  |  |  |  |  |  |  |  |  |  |  |  |  |  |  |  |  |  |  |  |  |  |  |  |